# Antonio Manzini
Pour les articles homonymes, voir Manzini (homonymie).
Antonio Manzini, né le 7 août 1964 à Rome, est un acteur, un réalisateur, scénariste et écrivain italien. Comme auteur de roman policier, il est notamment connu pour sa série de romans consacrés au sous-préfet Rocco Schiavone.

## Biographie
Antonio Manzini grandit à Rome. Il suit les cours de l’Académie nationale d'art dramatique de la ville et débute comme acteur au théâtre.
À la fin des années 1990, après s’être essayé à la réalisation, il prolonge sa carrière d’acteur à la télévision et au cinéma, s’imposant notamment dans plusieurs séries télévisées à succès en Italie. En 2004, il écrit avec Niccolò Ammaniti le scénario du giallo Il siero della vanità d'Alex Infascelli, travail qui marque le début de sa carrière d’écrivain et de scénariste.
Il publie en 2005 son premier roman, Sangue marcio. En 2008, il collabore à nouveau avec Ammaniti pour l’adaptation cinématographique de son roman Comme Dieu le veut (Come Dio comanda), réalisée par Gabriele Salvatores sous le titre Come Dio comanda (film) (it). 
En 2013, il participe à l’écriture du scénario de la comédie I 2 soliti idioti (it) d'Enrico Lando (it). Il signe également plusieurs épisodes de séries télévisées. 
La même année, il imagine le personnage de Rocco Schiavone dans le roman policier Piste noire (Pista nera). Commissaire (ou sous-préfet) de police à Rome, il est sanctionné et muté à Champoluc, un village de montagne situé dans la vallée d'Aoste. Pour sa première enquête, il doit résoudre le meurtre d’un homme inconnu retrouvé écrasé sous une dameuse. Succès critique et public en Italie, ce livre marque le début de plusieurs romans consacrés aux aventures de Schiavone. En France, ce premier titre est traduit par les éditions Denoël dans la collection Sueurs froides en 2015.
En 2016, il réalise la comédie Cristian e Palletta contro tutti, avec Libero De Rienzo dans le rôle principal.

## Filmographie

### Comme acteur

#### Au cinéma
- 1989 : Nulla ci può fermare d'Antonello Grimaldi
- 1998 : Due volte nella vita d'Emanuela Giordano
- 1999 : Gialloparma d'Alberto Bevilacqua
- 1999 : Titus de Julie Taymor
- 2001 : Non è giusto d'Antonietta de Lillo (it)
- 2003 : E io ti seguo de Maurizio Fiume (it)
- 2004 : Ad occhi aperti de Lorenza Indovina (court-métrage)
- 2004 : Il resto di niente d'Antonietta de Lillo (it)
- 2004 : Tartarughe sul dorso de Stefano Pasetto
- 2006 : Basta un niente d'Ivan Polidoro
- 2006 : Lost de Slaven Rogosic (court-métrage)
- 2007 : Noi due d'Enzo Papetti
- 2014 : C'est la faute de Freud (Tutta colpa di Freud) de Paolo Genovese

#### À la télévision

##### Séries télévisées
- 1991 : Classe di ferro, épisode La sfida
- 2000 : Linda, il brigadiere e, saison trois
- 2001 : Una donna per amico 3, saison trois
- 2002 - 2004 : Vento di ponente
- 2006 : Sottocasa d'Emanuela del Monaco
- 2005 : Les Spécialistes : Investigation scientifique (R.I.S. - Delitti imperfetti), saison deux, deux épisodes
- 2005 : Una famiglia in giallo d'Alberto Simone (it)
- 2008 – 2009 : Crimini bianchi
- 2010 : Tutti per Bruno (it) de Stefano Vicario

##### Téléfilms
- 1999 : Falcone contre Cosa Nostra (I giudici - Vittime eccellenti) de Ricky Tognazzi
- 1999 : Mieux vaut tard que jamais (Meglio tardi che mai) de Luca Manfredi
- 2000 : Una storia qualunque d'Alberto Simone (it)
- 2000 : L'Amante (L'altra donna) d'Anna Negri
- 2003 : Marcinelle été 1956 (Marcinelle) d'Andrea et Antonio Frazzi

### Comme scénariste

#### Au cinéma
- 2004 : Il siero della vanità d'Alex Infascelli
- 2008 : Come Dio comanda de Gabriele Salvatores
- 2013 : I 2 soliti idioti d'Enrico Lando (it)
- 2015 : Uno per tutti de Mimmo Calopresti
- 2016 : Cristian e Palletta contro tutti

#### À la télévision

##### Séries télévisées
- 2012 - 2013 : Benvenuti a tavola - Nord vs Sud (it) de Francesco Miccichè (it) et Lucio Pellegrini (it), saison un et deux, huit épisodes
- 2014 : Il tredicesimo apostolo d'Alexis Sweet (it), seconde saison, douze épisodes

##### Téléfilms
- 2011 : Il delitto di Via Poma de Roberto Faenza

### Comme réalisateur
- 1996 : Appunti di questi giorni 1943-1944 (court-métrage)
- 1996 : Intolerance (segment Gruppo di famiglia in un esterno)
- 2016 : Cristian e Palletta contro tutti

## Œuvre littéraire

### SérieRocco Schiavone

#### Romans
1. Piste noire, Denoël, coll. « Sueurs froides », 2015 ((it) Pista nera, 2013), trad. Samuel Sfez  (ISBN 978-2-207-11858-0)Réédition, Gallimard, coll. « Folio policier » no 792, 2016 (ISBN 978-2-07-046753-2)
2. Froid comme la mort, Denoël, coll. « Sueurs froides », 2016 ((it) La costola di Adamo, 2014), trad. Anaïs Bouteille-Bokobza  (ISBN 978-2-207-11864-1)Réédition, Gallimard, coll. « Folio policier » no 832, 2017 (ISBN 978-2-07-271584-6)
3. Maudit Printemps, Denoël, coll. « Sueurs froides », 2017 ((it) Non è stagione, 2015), trad. Samuel Sfez  (ISBN 978-2-207-13370-5)Réédition, Gallimard, coll. « Folio policier » no 851, 2018 (ISBN 978-2-07-278244-2)
4. Un homme seul, Denoël, coll. « Sueurs froides », 2018 ((it) Era di maggio, 2015), trad. Samuel Sfez  (ISBN 978-2-207-13375-0)Réédition, Gallimard, coll. « Folio policier » no 877, 2019 (ISBN 978-2-07-282977-2)
5. 07.07.07, Denoël, coll. « Sueurs froides », 2020 ((it) 7-7-2007, 2016), trad. Samuel Sfez  (ISBN 978-2-207-14305-6)Réédition, Gallimard, coll. « Folio policier » no 962, 2022 (ISBN 978-2-07-292298-5)
6. Ombres et Poussières, Denoël, coll. « Sueurs froides », 2022 ((it) Pulvis et umbra, 2017), trad. Samuel Sfez  (ISBN 978-2-207-14310-0)Réédition, Gallimard, coll. « Folio policier » no 1008, 2024 (ISBN 978-2-07-305277-3)
7. (it) Fate il vostro gioco, 2018
8. (it) Rien ne va plus, 2019
9. (it) Ah l'amore l'amore, 2020
10. (it) Le ossa parlano, 2022

#### Recueil de nouvelles
- (it) Cinque indagini romane per Rocco Schiavone, 2016
- (it) L'anello mancante. Cinque indagini di Rocco Schiavone, 2018

#### Nouvelles
- (it) L'accattone, 2012
- (it) Le ferie d'agosto, 2013
- (it) Buon Natale, Rocco!, 2013
- (it) La ruzzica de li porci, 2013
- (it) Rocco va in vacanza, 2014
- (it) Castore e Polluce, 2015
- (it) L'anello mancante, 2015
- (it) ...e palla al centro, 2016
- (it) Senza fermate intermedie, 2017
- (it) L'eremita, 2017
- (it) L'amore ai tempi del Covid-19, 2020
- (it) Confini, 2021

#### Romans indépendants
- (it) Sangue marcio, 2005
- La Course des rats, Denoël, coll. « Sueurs froides », 2019 ((it) La giostra dei criceti, 2007), trad. Samuel Sfez  (ISBN 978-2207140031)Réédition sous le titre La Course des hamsters, Gallimard, coll. « Folio policier » no 920, 2020 (ISBN 978-2-07-289893-8)
- (it) Sull'orlo del precipizio, 2015
- (it) Orfani bianchi, 2016